# セベニーコ (水雷砲艦)

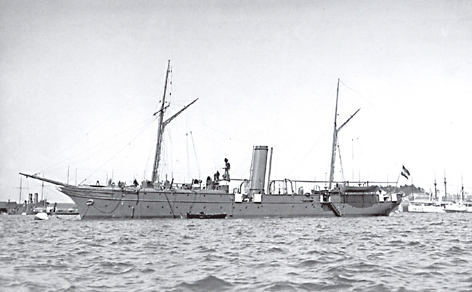
「セベニーコ」

セベニーコ (SMS Sebenico) はオーストリア＝ハンガリー帝国海軍の艦艇。水雷砲艦。公式にはTorpedo Ship。
「ザーラ」と「スパーラト」に続く艦で、艦中央の魚雷区画やボイラー室が手狭であったことから船体が2フレーム分延長され、全長64.91メール、水線間長57.10メートルとなっている。最大幅は8.24メートル、設計排水量876.7トンで満載排水量964.2トンであった。機関出力は1488から1598馬力で、速力は最大12.81ノット、平均12.41ノットであった。兵装面では、魚雷発射管が艦前部の水中発射管1門のみとなっている。
1880年11月29日起工。1882年2月28日進水。1883年12月または1882年竣工。
1884年1月23日から5月8日までギリシャへの訓練巡航を実施。「セベニーコ」は座礁したギリシャ汽船「Epiros」の救難作業を支援している。1895年から1896年5月7日まで「セベニーコ」はコンスタンティノープルに駐留した。
1897年2月3日から5月4日までクレタ島封鎖に参加。1897年3月17日、「セベニーコ」はCape Dia近くでギリシャ帆船を沈めた。
その後、「セベニーコ」は火夫の練習艦、ついで砲術練習艦に改装された。
1904年1月13日、汽船「Calypso」の救難作業を支援。
第一次世界大戦ではプーラ近くのVeruda（またはSebenico）で警備艦となり、後にNovigradに配備された。1918年にはプーラの水雷学校に配された。
戦後はイタリアに引き渡され、解体された。